# IC 4185/2
IC 4185/2 је галаксија у сазвијежђу Береникина коса која се налази на листи објеката дубоког неба у Индекс каталогу.
Деклинација објекта је + 21° 46' 33" а ректасцензија 13h 6m 12,7s. Привидна величина (магнитуда) објекта IC 4185 износи 16,0 а фотографска магнитуда 17,0.